# Litoria cheesmani
Litoria cheesmani är en groddjursart som först beskrevs av Tyler 1964.  Litoria cheesmani ingår i släktet Litoria och familjen lövgrodor. IUCN kategoriserar arten globalt som livskraftig. Inga underarter finns listade i Catalogue of Life.